# Justicia lindaviana
Justicia lindaviana är en akantusväxtart som beskrevs av Emery Clarence Leonard. Justicia lindaviana ingår i släktet Justicia och familjen akantusväxter. Inga underarter finns listade i Catalogue of Life.